# Rütger Wachtmeister (1916–2003)
Claës Rütger Tycho Wachtmeister, född 7 augusti 1916 i Kågeröd, Malmöhus län, död 23 september 2003, var en svensk greve och godsförvaltare.

## Biografi
Wachtmeister var son till godsägaren, greve Claës Wachtmeister (1873-1945) och Ebba Ericson (1885-1983) samt bror till Bleckert Wachtmeister och Arvid Wachtmeister. Han genomgick lantbruks- och skogsutbildning i England och Frankrike. Wachtmeister var godsförvaltare av Knutstorps gods från 1945. Han hade ett flertal allmänna uppdrag och var tidvis verksam inom Hemvärnet.
Wachtmeister gifte sig 1944 med Birgitta von Stockenström (född 1923), dotter till generaldirektören Bo von Stockenström och grevinnan Anna Hamilton. Han var far till Charlotte (född 1947), Hans (född 1950) och Henrik (född 1956). Wachtmeister avled 2003 och gravsattes på Kågeröds kyrkogård.

## Utmärkelser
Wachtmeisters utmärkelser:
- Hemvärnets förtjänstmedalj i guld (HvGM)
- 4. klass av Finska Frihetskorsets orden med svärd (FFrK4klmsv)
- 1. klass av Finska Frihetsmedaljen (FFrM1kl)
- Finsk krigsminnesmedalj med svärd och spänne (FMMmsvosp)
- Finskt minneskors med anledning av Finlands krig 1939-45 (FMK)